# 骨学
骨学（こつがく、英: osteology、羅: osteologia）は、解剖学のうち、運動器系における受動運動器である骨格について系統的叙述を行う学問である。ただし、骨格のうち靱帯については靱帯学において述べられる。
骨学は、解剖学、人類学（特に法人類学）又は古生物学の一分野であり、骨の構造、骨格要素、歯、微小骨の形態、骨の機能、骨の病気、骨の病理学、骨化する過程、並びに、骨の抵抗及び硬度に関する研究である。
骨学者は、博物館のコンサルタント、研究所の科学者、医学研究の科学者、骨格標本の複製を作成する企業のコンサルタントとして、働いているが、職場は公的機関のこともあれば、民間企業のこともある。

## 応用
骨学アプローチは、古脊椎動物学、動物学、法医学、人類学、考古学などの分野における調査に応用され、更に、下記のテーマの研究に用いられることがある。
- 古代の戦争

- 活動パターン
- 犯罪捜査
- 人口統計
- 発生生物学
- ダイエット
- 病気
- 初期集団の遺伝学
- 化石の組立
- 健康
- 人の移動
- 未知の遺体の特定
- 体格
- 社会的不平等
- 戦争犯罪

## 人体骨学と法医学
ヒト骨格の検査は、法医学でよく行われるが、通常、遺体の年齢、死因、性別、成長、発達を特定するために用いられる。骨格の解剖学的構造は、次の4つの要因により変化する：胚発生（または成長）、性的二形、地理的変化および個人的または特異的な変化。